# Xenosoma dubia
Xenosoma dubia là một loài bướm đêm thuộc phân họ Arctiinae, họ Erebidae.